# Praise You In This Storm
«Praise You In This Storm» — песня американской группы христианского рока Casting Crowns, вышедшая 28 января 2006 года на лейблах Beach Street Records и Reunion Records в качестве второго сингла со второго студийного альбома Lifesong (2005). Песня написана Марком Холлом и Берни Хермсом и спродюсирована Марком А. Миллером. Вдохновлённая опытом общения группы с девушкой Эрин Браунинг, которая умерла от рака, песня посвящена теме сохранения веры в трудных обстоятельствах. Баллада «Praise You In This Storm» включает динамику стены звука в своём альтернативном видении современной христианской музыки (CCM) и звучание adult alternative.
Песня «Praise You In This Storm» получила положительные отзывы от музыкальных критиков, которые высоко оценили её звучание и лирическую тему. Она была номинирована на две награды на 38-й церемонии GMA Dove Awards и получила награду за лучшую поп/современную песню года. Песня заняла первое место в чартах Billboard Hot Christian Songs и Hot Christian AC, а также возглавила чарты Radio & Records Christian AC и Soft AC/Inspirational. Песня получила платиновый сертификат Американской ассоциации звукозаписывающей индустрии (RIAA), что означает продажи более 1 000 000 цифровых загрузок в США. Трек был включён в сборник лучших хитов христианского радио WOW Hits 2008.

## Отзывы
Песня «Praise You In This Storm» получила положительные отзывы музыкальных критиков после выхода альбома Lifesong. Расс Бреймайер из Christianity Today сказал, что «она вертикальная по направленности и типичная по звучанию пауэр-баллада, но нетрудно представить, что люди ухватятся за её мощное выражение веры и надежды в духе Иова». Джон ДиБиасе из Jesus Freak Hideout оценил её как «звуковую» и назвал её «страстным и эмоциональным опытом поклонения». Брайан Мэнсфилд из USA Today счёл, что текст песни «Я был уверен, что Ты уже дотянулся и вытер наши слёзы/Вошёл и спас день/Но снова я говорю „Аминь“, а дождь все ещё идёт» найдёт отклик у слушателей.
Песня «Praise You In This Storm» получила награду в номинации «Поп/современная песня года» на 38-й церемонии GMA Dove Award; она также была номинирована на «Песню года» на том же мероприятии. На 39-й церемонии GMA Dove Awards песня «Praise You In This Storm» была номинирована на «Worship Song of the Year».

## Чарты
| Чарт (2006)                           | Высшая позиция |
| ------------------------------------- | -------------- |
| Billboard Hot Christian AC            | 1              |
| Billboard Hot Christian Songs         | 1              |
| Radio & Records Christian AC          | 1              |
| Radio & Records Christian CHR         | 3              |
| Radio & Records Soft AC/Inspirational | 1              |

| Чарт (2006)                           | Позиция |
| ------------------------------------- | ------- |
| Billboard Hot Christian AC            | 2       |
| Billboard Hot Christian Songs         | 2       |
| Radio & Records Christian AC          | 2       |
| Radio & Records Christian CHR         | 5       |
| Radio & Records Soft AC/Inspirational | 2       |

| Чарт (2000-е)                 | Позиция |
| ----------------------------- | ------- |
| Billboard Hot Christian AC    | 11      |
| Billboard Hot Christian Songs | 13      |

## Сертификации
| Регион                                                                      | Сертификация | Продажи   |
| --------------------------------------------------------------------------- | ------------ | --------- |
| США (RIAA)                                                                  | Платиновый   | 1 000 000 |
| Данные о продажах + прослушиваниях приведены только на основе сертификации. |              |           |